# Somewhere (Keith Jarrett)
Somewhere è un album dal vivo di Keith Jarrett, Gary Peacock e Jack DeJohnette, pubblicato nel 2013. L'album è stato registrato durante un concerto tenuto a Lucerna, presso la KKL Luzern Concert Hall, l'11 luglio 2009.

## Tracce
1. Deep Space/Solar (Miles Davis, Keith Jarrett) – 15:07
2. Stars Fell on Alabama (Frank S. Perkins) – 7:27
3. Between the Devil and the Deep Blue Sea (Harold Arlen, Ted Koehler) – 10:03
4. Somewhere/Everywhere (Leonard Bernstein, Jarrett, Stephen Sondheim) – 19:37
5. Tonight (Bernstein) – 6:49
6. I Thought About You (Johnny Mercer) – 6:30

## Formazione
- Keith Jarrett – piano
- Gary Peacock - contrabbasso
- Jack DeJohnette - batteria